# Wöllersheim
Wöllersheim è una frazione (Ortsteil) del comune di Lamspringe, nel land della Bassa Sassonia, in Germania.

## Storia
Già comune autonomo nel circondario di Alfeld, fu soppresso e incorporato a Neuhof il 1º marzo 1974; insieme con Neuhof, fu unito a Lamspringe il 1º novembre 2016.